# Strobopagurus gracilipes
Strobopagurus gracilipes är en kräftdjursart som först beskrevs av Alphonse Milne-Edwards 1891.  Strobopagurus gracilipes ingår i släktet Strobopagurus och familjen Parapaguridae. Inga underarter finns listade i Catalogue of Life.